# Czeganda
Czeganda (ros. Чеганда) – wieś (sieło) w Rosji, w Udmurcji, w rejonie karakulińskim. W 2010 liczyła 595 mieszkańców.